# خرد مینیمال فلسفه
خرد مینیمال فلسفه "minimal wisdom of philosophy" یا "حکمت فلسفى" «حکمت ادنوی» فلسفه‌ای مدرنی که بر «حکمت فلسفى» استوار، و تلاش خود را به اشتغال کاربردی/انظمامی در زندگی واقعی مدرن معطوف می‌کند. و در این راستا معانی اسپیریتوالیسم «تجربه معنوی و معرفت خودی» و معنای اگزیستانسیال را به زبانی ساده به کسانی که در زندگی واقعی روزمره نیاز به شادی و آرامش دارند تقدیم تا استرس ناشی از زندگی مدرن، سرنوشت، مرگ، درد و تصمیمات دشوار را کاهش دهد.

## مبانی و اصول کلی
اصول این فلسفه عبارتند از «تفکر اگزیستانسیال»، «تجربه اگزیستانسیال»، «معنویت» (= ارزش‌ها و اخلاق) که در یک جا در ذات فیلسوف فلسفه ادنوی چمع شده و مصداقهمان دیدگاه یونانی ارسطویی میگردد که می‌گوید «امکان تحقق تعادل» بین همه این اصول به واسطة اندیشیدن قابل تحقق می‌باشند. بنیانگذار این فلسفه انظمامی کمال سلمان عنزی می‌باشد.

## اجع
1. ↑  mominoun. «ماذا يلزم كي تتخطى الكتابة الإسكُولـْيُونْية على إيديا أفلاطون». Mominoun Without Borders (به عربی). دریافت‌شده در ۲۰۲۵-۰۲-۲۴.
2. ↑  "الحكمة الأدنوية | كمال سلمان العنزي". Goodreads (به انگلیسی). Retrieved 2025-02-24.
3. ↑  «الحكمة الأدنوية». المعرفة (به عربی). دریافت‌شده در ۲۰۲۵-۰۲-۲۴.
4. ↑  "Kamal Salman Al Anzi - اليقظة (vigilance) ( Περσικά μετάφραση)". lyricstranslate.com (به یونانی). Retrieved 2025-02-24.